# Юренёв, Константин Константинович
Константи́н Константи́нович Юренёв (псевдонимы — И. И. Юренев, Илья Юренев, настоящая фамилия Кротовский, 1888, Динабург — 1 августа 1938) — участник революционного движения в России, советский дипломат.

## Биография
Родился в семье железнодорожного сторожа. Окончил Двинское реальное училище. В 1905 году вступил в РСДРП, примыкая к большевистскому крылу. В 1906 году становится членом Двинского комитета РСДРП, в 1908 году — член Северо-Западного областного бюро ЦК РСДРП.
В апреле 1908 года был арестован; осенью отправлен на три года в ссылку в Пинежский уезд Архангельской губернии. В 1911 году, отбыв ссылку, вернулся в Петербург, где сотрудничал в газете «Правда» и в журнале «Просвещение». Летом 1912 года был арестован; просидел несколько месяцев в Доме предварительного заключения и был выслан из Петербурга.
Осенью 1913 года вернулся в Петербург. В 1913 году К. К. Юренев отходит от большевизма и становится одним из основателей и руководителей организации «межрайонцев». Работал активно вплоть до февраля 1915 года, когда был призван в русскую армию. Бежал, был арестован и привлечен по ст. 102 к суду. В начале 1916 года военно-окружным судом был оправдан за отсутствием улик .

### Февральская революция 1917 года
Вместе с немногочисленными остававшимися на свободе «межрайонцами» активно участвовал в Февральской революции 1917 года, был избран депутатом Петроградского совета и членом его исполкома. Делегат 1-го Всероссийского съезда Советов, член ВЦИК. Делегат и член Президиума VI съезда РСДРП(б), на котором «межрайонцы» объединились с большевиками. На съезде решительно выступал против снятия лозунга «Вся власть Советам!».

### Октябрьская революция 1917 года
В сентябре — октябре 1917 года — член Центральной комендатуры и председатель бюро Главного штаба Красной гвардии в Петрограде, делегат II Всероссийского съезда Советов.
В ноябре 1917 года — член Петроградского военно-революционного комитета.

### Гражданская война
В 1918—1919 годах был председателем бюро Главного штаба Красной Гвардии, член Окружной коллегии Петроградского ВО, членом коллегии Наркомата по военным делам РСФСР и Всероссийской коллегии по формированию Красной Армии, председатель Всероссийского бюро военных комиссаров.
С 30 сентября 1918 по 8 июля 1919 года — член РВСР.
В апреле — августе 1919 года – член РВС Восточного фронта РККА, в октябре 1919 — январе 1920 года — член РВС Западного фронта.
В 1920 году был членом Московского комитета РКП(б), а с 17 мая 1920 по май 1921 года — председателем Курского губисполкома и членом губкома партии. Делегат VIII и IX съездов РКП(б).

### На дипломатической работе
С 1921 года — на дипломатической работе.
 В 1921—1937 годы полпред РСФСР в Бухаре (16 мая 1921 — 1 февраля 1922), Латвии (1 февраля 1922 — 14 февраля 1923), дипломатический представитель РСФСР/СССР в Чехословакии (14 февраля 1923 — 3 марта 1924), полпред СССР в Италии (7 марта 1924 — 4 апреля 1925), Персии (24 апреля 1925 — 5 августа 1927), Австрии (1 октября 1927 — 24 января 1933), Японии (29 января 1933 — 16 июня 1937), Германии (16 июня 1937 — 11 октября 1937).

Последняя дипломатическая церемония с участием Константин Константиновича Юренёва-Кротовского состоялась 21 июля 1937 года в Берлине, когда он вручил верительные грамоты посла.

### Смерть
В условиях сталинского террора был арестован (23 сентября 1937 года) по обвинению в шпионаже, участии и финансировании контрреволюционной организации и в попытке совершения теракта в отношении Н. И. Ежова. Приговорён к расстрелу 1 августа 1938 года, приговор приведён в исполнение в тот же день. Захоронен на расстрельном полигоне «Коммунарка».
22 декабря 1956 года, определением Военной коллегии Верховного суда СССР был реабилитирован.

## Сочинения
- Борьба за единство партии. — Пг., 1917
- Наши настроения. — Курск, 1920